# Siège de Jérusalem (597 av. J.-C.)
Pour les articles homonymes, voir Siège de Jérusalem.
Le siège de Jérusalem fut une campagne militaire menée par Nabuchodonosor II, roi de Babylone en -597. En -605, il vainc Nékao II à la bataille de Karkemish, puis envahit le Royaume de Juda. Selon la Chronique babylonienne, le roi Joiaqim de Juda se serait rebellé contre le règne babylonien, mais Nabuchodonosor II aurait pris la ville et installé Sédécias comme souverain, à la place de Joachin, qui succéda trois mois à son père Joiaqim.